# Norberto Nehring
Norberto Nehring (São Paulo, 20 de setembro de 1940 — São Paulo, 24 de abril de 1970) foi um economista brasileiro e professor da Universidade de São Paulo (USP), morto político da ditadura militar brasileira.

## Biografia

### Vida Pessoal
Nascido, em São Paulo, Norberto era o filho mais velho de Walter Nehring e Nice Monteiro Carneiro Nehring. Depois do ginasial, cursou o Ensino Técnico de Química Industrial no Instituto Mackenzie e trabalhou na Brasilit e na Pfizer.
Casado com Maria Lygia Quartim de Moraes, tiveram em 1964 a filha Marta Nehring, co-diretora do premiado documentário "15 Filhos", sobre os filhos dos mortos e desaparecidos políticos da ditadura militar brasileira.
Era amigo próximo de Juca Kfouri, que foi padrinho de sua única filha.

### Carreira Profissional
Em 1963,  ingressou no curso de Economia da Universidade de São Paulo (FEA-USP). Após se formar em 1967, tornou-se assistente de História Econômica da faculdade, no ano seguinte começou sua pós-graduação no Instituto de Pesquisas Econômicas da USP, onde passou a lecionar.
Desde a década de 1960 militava no Partido Comunista Brasileiro (PCB), acompanhou em 1968, Carlos Marighella na fundação da Ação Libertadora Nacional (ALN), fazendo parte da Coordenação de São Paulo, com Joaquim Câmara Ferreira.
Em janeiro de 1969, foi cercado em sua própria casa e levado a interrogatório por Romeu Tuma, delegado do DOPS/SP. Permaneceu preso por dez dias testemunhando torturas sofridas por outros integrantes da ALN. Foi liberado para comparecer ao aniversário de 5 anos da filha Marta, após a festa fugiu para Cuba. Sua esposa e filha foram depois encontrá-lo em Cuba.
Em abril de 1970, pretendia retornar ao Brasil, enquanto sua esposa e a filha foram para a França. Ficou quarenta dias em Praga, antes de aterrissar no Brasil, de onde enviou cartas para sua esposa Maria Lygia. Apesar de portar documentos falsos que diziam que ele seria argentino, Nehring foi reconhecido por um antigo colega da Pfizer ao chegar no Aeroporto do Galeão. Nervoso, teria também errado seu nome ao se registrar em um hotel. Na busca por despistar as autoridades, ele passaria por Niterói, Campos, Vitória, Belo Horizonte, e enfim São Paulo. Foi na capital paulista que, encurralado, escreveu uma última mensagem de despedida à família em uma caderneta, na qual relatava seu périplo nos dias anteriores.

### Morte
A versão oficial emitida pelo governo foi de que Norberto se suicidou, enforcando-se com uma gravata em um quarto do Hotel Pirajá, no centro de São Paulo, entretanto não houve perícia de local, laudo necroscópico e nem fotos do corpo. O sogro de Norberto foi até o hotel, onde lhe informaram que ninguém nunca se suicidou ali.
Após três meses do suposto suicídio, a mãe de Norberto foi convocada à Delegacia Policial para reconhecer a identidade do filho, foi então que a família soube da morte de Norberto, foi então solicitada a exumação do corpo e a transferência para o jazigo da família.
O corpo de Norberto foi enterrado como indigente sob o nome falso que utilizava, Ernest Snell Burmann, no cemitério da Vila Formosa.
Os responsáveis identificados pelo desaparecimento e assassinato de Norberto são: Sérgio Paranhos Fleury, Romeu Tuma, Ary Casagrande, Geraldo Rebello e Samuel Haberkorn, integrantes do DOPS/SP, na época o órgão atuava sob o comando de Danilo Darcy de Sá da Cunha e Mello, Secretário da Segurança Pública do governador Abreu Sodré.
Em 1996, o relator do processo 176/96 da CEMDP, Paulo Gustavo Gonet Branco, deferiu, com voto aprovado por unanimidade, a retificação da certidão de óbito de Norberto, alterando a falsa informação que se suicidara para a de que ele morreu “por causas não naturais”.

## Homenagens
- 2017 - Placa em homenagem às vítimas da ditadura militar enterradas em cemitérios de São Paulo[12]
- 2015 - O Espaço de Vivência do Centro Acadêmico Visconde de Cairu foi batizado em homenagem a Norberto Nehring[13][14]